# Arbacher Einigkeit
Das Eisenerzbergwerk Arbacher Einigkeit lag in Salchendorf, einem Ortsteil der Gemeinde Neunkirchen im Kreis Siegen-Wittgenstein in Nordrhein-Westfalen. Die Grube lag am südlichen Pfannenberghang unterhalb der Grube Pfannenberger Einigkeit in einem kleinen Seitentälchen des Arbachs. Etwa 800 m nordwestlich der Tagesanlagen lag die Schachtanlage (Koordinaten: 50° 48′ 39″ N, 8° 0′ 4″ O).

## Gangmittel
Die Gangmittel Junge Buche und Alte Buche hatten eine Länge von knapp 70 m und waren 2–3 m, in der Teufe bis zu 4 m mächtig. Der Sporer Gang war 80–100 m lang und 2–3 m mächtig, alle drei Gänge führten größtenteils Spateisenstein. Die Gänge Braune Arbach und Weiße Arbach waren 1–2 m mächtig und führten Braun- und Spateisenstein mit Kupfererz. Die Gänge Kohlgarten, Schölerchen, Salzrumpf, Streitberg und Schottel wurden in der Teufe zunehmend schlechter. Neben den genannten Gängen gehörten noch die Gänge Alter Kompass und Junger Kompass zur Grube.

## Geschichte
| Jahr | Förderung |
| ---- | --------- |
| 1840 | 200–300 t |
| 1848 | 1.000 t   |
| 1862 | 1.872 t   |
| 1865 | 2.494 t   |
| 1869 | 4.973 t   |
| 1874 | 10.000 t  |
| 1884 | 15.922 t  |
| 1885 | 13.228 t  |
| 1891 | 14.271 t  |
| 1891 | 17.469 t  |
| 1900 | 5.000 t   |
| 1901 | 1.000 t   |

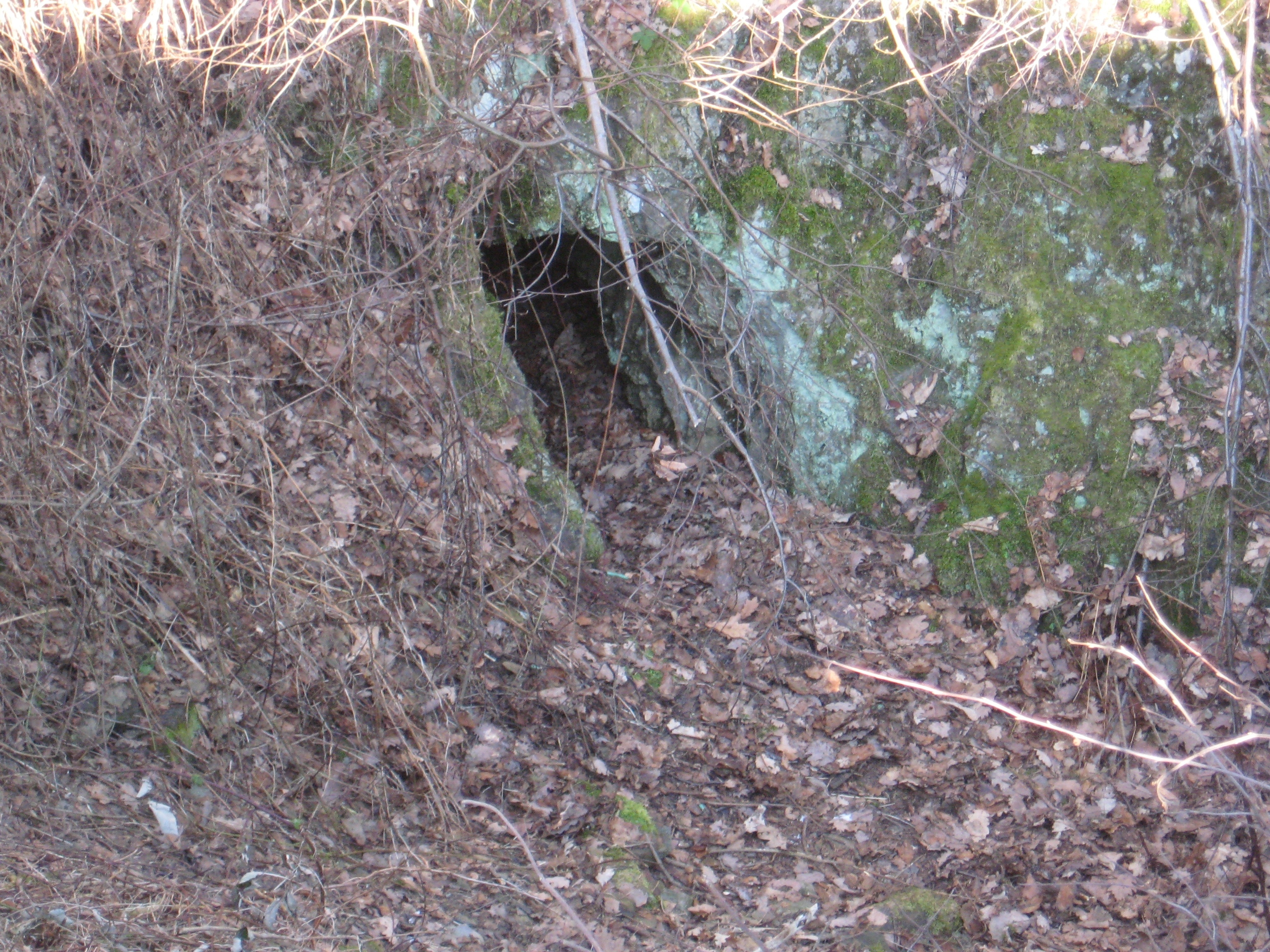
Mittelalterlicher Stollen im Arbacher Grubenfeld, „Zwergenhöhle“ und Teil des Salchendorfer Bergbauwanderwegs

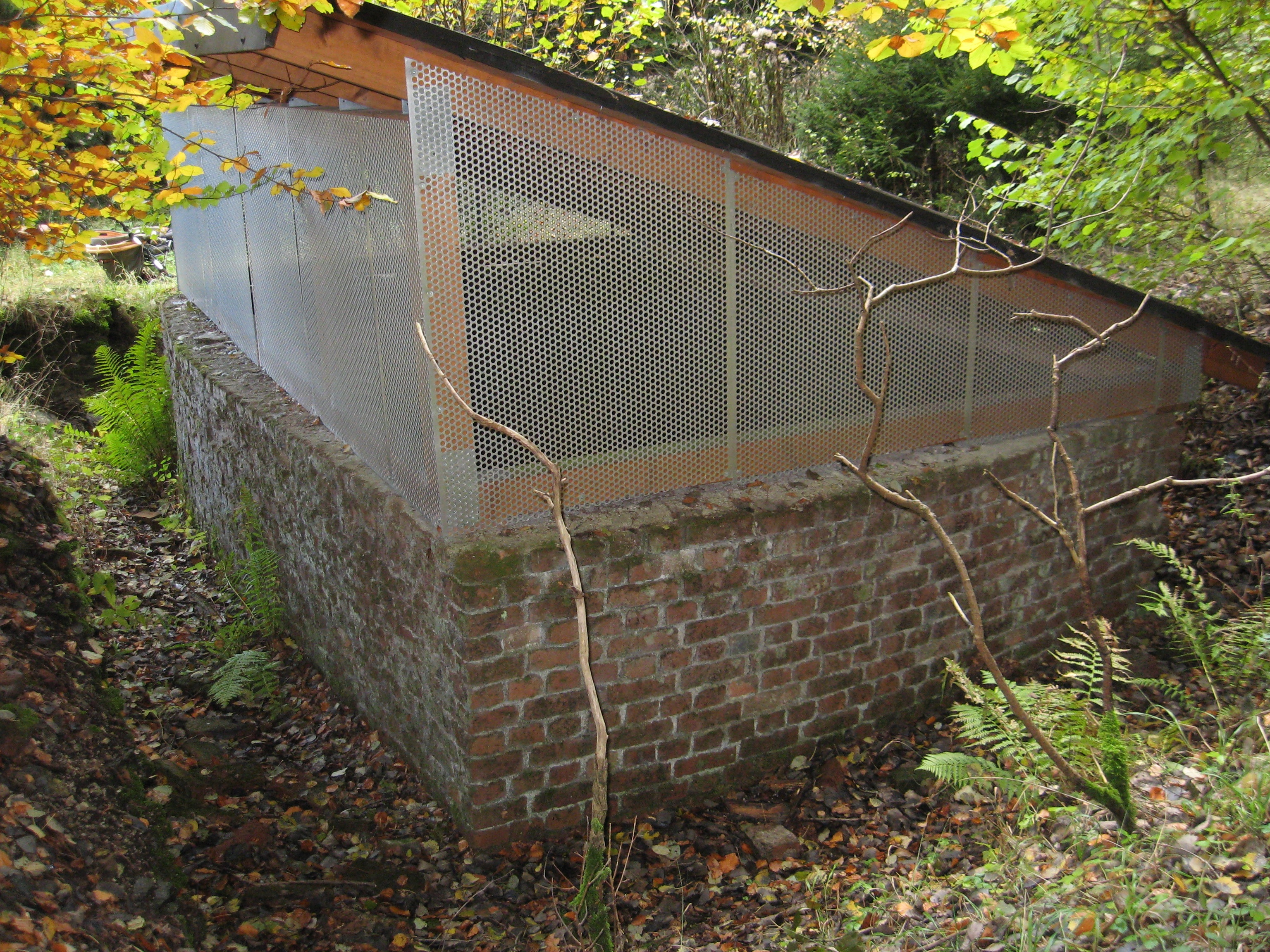
Schachtabdeckung am Grubenschacht

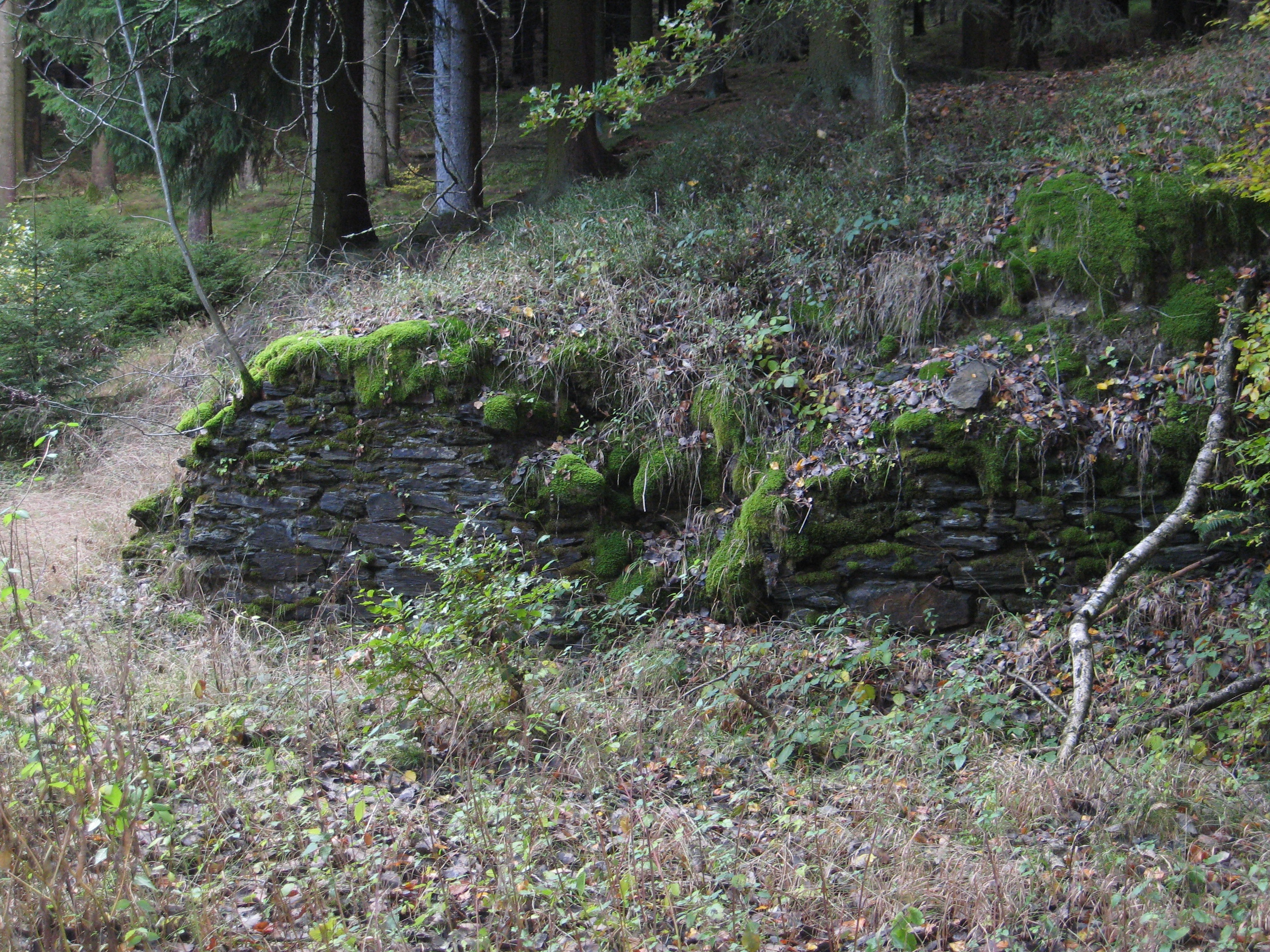
Mauerreste in der Nähe des Schachts

Die Grube gehörte anfangs zu den besten Gruben des Freien Grundes. Pingenzüge auf den Feldern Arbach und Rinnchen sind bis zu 400 m lang und weisen auf alten Abbau hin. 1807 entstand die Grube Arbacher Einigkeit durch eine Konsolidation aus folgenden Grubenfeldern:
| - Braune Arbach - Weiße Arbach - Spor - Junge Buche | - Alte Buche - Kohlgarten - Schölerchen - Salzrumpf | - Streitberg - Schottel - Kompaß |

Im gleichen Jahr wurde der Tiefe Arbacher Stollen angelegt. Im Stollen führte ein Flügelort 158 m zum Grubenfeld Rinnchen. Das Gangmittel Kompass wurde gegen Ende 1850 erreicht, 1864 waren die Vorräte des Alten Kompass, der Jungen Buche und anderer Gangmittel abgebaut. Nach 1860 begann man mit der Förderung aus größerer Teufen, noch bevor ein richtiger Schacht angelegt wurde.
Im Jahre 1873 wurde dann ein Blindschacht als Maschinenschacht im Kohlenbacher Stollen abgeteuft, er hatte eine Größe von 4,3 × 3 m und eine Teufe von 134 m, die 290 m unter der Erdoberfläche lag. Das Erz wurde durch einen 500 m langen Stollen abtransportiert. Im Oberen Arbacher Stollen bestand in 54 m Teufe ein Querschlag zum Schacht. Der Schacht selbst wurde mit einer Zwillingsfördermaschine mit 20 PS und einer Wasserhaltungsmaschine mit 45 PS ausgerüstet. 1875 durchschlug man den Tiefen Stollen. 1883 fand die erste Seilfahrt ab dem Kohlenbacher Stollen (1. Sohle) statt. Zwei Jahre später erreichte man die 60-m-Sohle und 1887 die 100-m-Sohle, der Schacht war du diesem Zeitpunkt 105 m tief. 1897 wurde dann die 6. Sohle auf 245 m erreicht.
1840 wurden 200–300 t Brauneisenstein und etwas Buntkupferkies gefördert, 1848 lag die Fördermenge erstmals über 1.000 t. Ab dann stieg die Förderung kontinuierlich an. 1885 lag sie bei über 13.000 t Eisenstein und 65 t Kupfererz. Zwischen 1880 und der Stilllegung der Grube lagen die jährlichen Fördermengen zwischen 10.000 und 18.000 t Eisenerz. Die Gesamtförderung der Grube lag bei 397.399 t Eisenstein. 1862 waren 17 Belegschaftsmitglieder beschäftigt, 1885 waren es 36 und 1893 45.
1901 wurde die Grube stillgelegt, nachdem sie 1898/1899 für 90.000 Mark in den Besitz der benachbarten Grube Pfannenberger Einigkeit überging. Ein Grund für die Stilllegung waren vermutlich die nicht mehr zeitgemäßen, hölzernen und schwergängigen Grubenwagen. Ein weiterer Grund fand sich in den alten Grubengebäuden, die für den Abbau von Eisenerz in größerer Teufe nicht geeignet waren und es sich nicht lohnte, tiefer zu graben.
Nach der Stilllegung wurden 1906 die Fördermaschine und die Tagesanlagen verkauft, 1909 folgten Wasserhaltemaschine und Luftkompressor. Gleichzeitig wurde das Maschinengebäude mit Schornstein abgerissen. Kurz vor dem Ersten Weltkrieg wurde auf der Pfannenberger 450 m-Sohle ein Stollen in Richtung Arbacher Einigkeit getrieben. Später wurde in der Grube ein Blindschacht auf 550 m abgeteuft. Durch den Stollen war es möglich, das abgebaute Gestein über die schon vorhandenen Anlagen am Pfannenberg zu fördern. 1936 endeten die Abbauarbeiten im Arbacher Grubenfeld.